# Fruit Juice/Smoke the Weed
Fruit Juice/Smoke the Weed è un singolo del rapper statunitense Snoop Lion, il sesto estratto dall'undicesimo album in studio Reincarnated e pubblicato il 18 ottobre 2013.

## Le canzoni
Rispettivamente ottava e nona traccia dell'album, Fruit Juice è stata realizzata in collaborazione con Mr. Vegas e prodotto dai Major Lazer con Ariel Rechtshaid, mentre Smoke the Weed ha visto la partecipazione vocale di Collie Budz.

## Tracce
Lato A
1. Fruit Juice (feat. Mr. Vegas) – 2:37 (Calvin Broadus, Thomas Pentz, Ariel Rechtshaid, Wayne Henry, Andrew Bain, Clifford Smith, Noel Davey, Lloyd James, Ian Smith)

Lato B
1. Smoke the Weed (feat. Collie Budz) – 3:28 (Calvin Broadus, Dwayne Chin-Quee, Angela Hunte, Wayne Henry, Andrew Bain, Colin Harper, Ted Chung, Larry Marshall, Michael Palmer, Nellee Hooper, Simon Law)